# Pierre Béarn
Pierre Béarn (Bukurešt, 15. rujna 1902. – 27. listopada 2004.), francuski književnik. Bio je osoba višestrukih vrijednosti, novinar, romansijer, pjesnik, fabulist i humanist. Rođen je pod imenom Louis-Gabriel Besnard.
S devet godina počinje pisati u argotu, na francuskom narječju, svom "naravnom" jeziku. S 14 godina postaje radnik, mehaničar, da bi financijski pomagao svojoj majci zbog prerane očeve smrti. Taj radnički život nadahnuo mu je pjesmu iz koje je izišao jedan od slogana svibanjskih "šezdesetosmaša": "métro-boulot-dodo" koji razotkriva uvjete života radničke klase.
Kao zapovjednika jedne laže za evakuaciju mornara Nijemci su ga zarobili i zatvorili u sabirni logor Aintree. Osnovna tematika tadašnje njegove poezije jesu more i rat.
Nakon rata odlazi u Afriku kao ataše za tisak. Fasciniran tim kontinentom, donijet će otuda jedan roman i dobar broj pjesama. Kao radijski animator 1954. preuzima emisiju "Poezija nije mrtva". Godine 1969. kreira tromjesečnu reviju Most. Povlači se u Montlhéry 1975., te zahvaljujući spokojstvu i vedrini tog mjesta piše još brojna djela. Godine 1998. pojavljuje se prvi svezak njegovih sabranih djela naslovljen "Duga", zatim izlazi "Nebo mog života", kojeg 1999. slijedi drugi svezak  "300 basni sadašnjosti". Treći svezak je u pripravi, a u njemu će biti pjesnikova ljubavna poezija. 
Iako slabo priznat od javnosti, Béarn je primio niz književnih nagrada koje visoko pozicioniraju njegovo djelo: 
- 1940. prix Verlaine;
- 1971. le Grand Prix International de Poésie koju mu je dodijelio general Charles de Gaulle;
- 1981. le Grand prix de l’Académie française i
- 1995. le Grand Prix de Poésie de l’Académie française za cjelinu svojih basni.

Odlikovan je Kolajnom Pokreta otpora za sudjelovanje u oslobađanju Pariza 1944. kao i Legiju časti 1990., od predsjednika François Mitterranda. Imenovan je časnikom Nacionalnih zasluga 1995. od Jacquesa Chiraca i komandorom Reda umjetnosti i književnosti godine 2000., od ministrice kulture, Catherine Tasca.
Preminuo je 27. listopada 2004. u tečaju svoje 103. godine.